# FLAG (アニメ)
『FLAG』（フラッグ）は、2006年6月16日にバンダイチャンネルより放送された全13話のWebアニメ作品である。その後CS放送などで放送され、2009年1月3日からはTOKYO MXで地上波初放送される。
同年2月22日にNHK BS-hiのアニメ映画劇場枠で、総集編である『FLAG 一千万のクフラの記録』（フラッグ いっせんまんのクフラのきろく）が放送された。

## 概要
チベットをモデルとする中央アジアの架空の小国・ウディヤーナの内戦を、カメラマンである白州冴子を主人公として描く。第三者視点を一切廃し、一人称主観のカメラファインダー（一眼レフカメラといったものから車両内カメラ、監視カメラなど）を示す画面でストーリーが進行する、一種のドキュメンタリーの形式となっている。
作品タイトルの「FLAG」は、劇中の白州が撮影して国際的に有名になった写真に付けられたタイトルである。

## 登場人物
白州 冴子（しらす さえこ）
声：田中麗奈
主人公。カメラマン。行き詰まりを感じていた頃に赤城の展覧会を訪れたことがきっかけで赤城と知り合い彼に師事。赤城の勧めで内戦中のウディヤーナに向かい、後の彼女を運命付ける写真「FLAG」を撮影し一躍時の人となり、国連の誘いで再びウディヤーナを訪れシーダック隊に帯同する。
赤城 圭一（あかぎ けいいち）
声：石塚運昇
白州の先輩で同じくカメラマン。高橋良輔がかつて原作を担当し、『ガサラキ』とも世界観を一部共有した小説『DEAD POINT‐死点‐』で同名のカメラマンが主人公となっているが、関係は不明。
後に白州の遺した写真や動画を編集しながら彼女の足跡を辿り、ウディヤーナ内戦における国連の意図を浮き彫りにしようとするが公表の意志はなく、自身では「けじめ/残務整理」と位置づけている。
クリス・エバーソルト
声：日高奈留美
UNF（国連軍）士官SDC（シーダック）隊隊長、大尉。多目的機動兵器「ハーヴィック（HAVWC＝High Agility Versatile Weapon Carrier）」操縦士。
当初は白州を預かる責任から白州の前線への同行を渋るが部下達の説得もあってこれを許可。本来は他者に対して理解のある人物であり、後に上層部の許可を得ないまま強行作戦を決行する際目撃者としての白州に信頼を寄せる。
ナディ・オロウカンディ
声：長嶝高士
UNF士官シーダック隊隊員、少尉。「失敗国家」と呼ばれる国の出身。戦場カメラマンに対してはその無神経さに立腹すると同時に自分達の置かれている現状を世界に発信してくれる目撃者としての役割に期待しており、カメラマンとしての白州にも好意的に接する。
ハカン・アクバル
声：佐藤ゆうこ
同上、少尉。かつてPKOとして民族紛争に関わった過去があり、その時に感じた無力感からシーダック隊、ひいては後の強行作戦にも積極的に参加する。
ラウェル・スーミン
声：浅川悠
同上、中尉。情報将校。
一柳 信（いちやなぎ しん）
声：川田紳司
同上、中尉。ハーヴィック操縦士。危険を承知で自ら灯に飛び込む蛾になぞらえて自分の操縦するハーヴィックに蛾のパーソナルマークを描く。
ヤン・ニッカネン
声：乃村健次
同上、中尉。ハーヴィック操縦士。ハーヴィックについてはその前身のエグゾスケルトンから開発に携わっており、メカニズムに知悉している。
クリスチャン・ベローキ
声：岩崎ひろし
同上、中尉。整備主任。
リサ
声：小林沙苗
赤城と親交のある女性ジャーナリスト。国連軍によるウディヤーナ首都スバシ市内への空爆により同業の恋人を亡くしており、国連軍スポークスマンの公式発表に対して極めて懐疑的である。
ナラヤ
声：斎藤志郎
赤城が雇っている現地の情報屋。赤城の無茶な要求に内心困惑している。
元クフラの少女
声：折笠富美子
赤城がスバシ市内で出会った少女。かつて現地の宗教における聖少女「クフラ」を務めており、赤城に謝意と示唆に富む発言を伝える。

## スタッフ
- 原作：高橋良輔、TEAM FLAG
- 企画：竹内成和
- 総監督：高橋良輔
- 監督：寺田和男
- シリーズ構成・脚本：野崎透
- キャラクターデザイン・総作画監督：竹内一義
- ゲストキャラクターデザイン：渡辺裕二
- メカニカルデザイン：宮武一貴
- メガデザイン：倉川英楊、森木靖奉
- コンセプトレイアウト：吉原昌宏
- 作画監督：立中順平、渡辺裕二
- 原画：土屋堅一、原敦彦、若林幸子、渡辺裕二、北澤精吾、坂野希和子、斎藤雅智、宮川喜代美、首藤武夫、立中順平、北山芳規、竹内一義、倉川英楊、高橋昇、藤井望、三浦弘二、岡野慎吾
- 動画検査：玉腰悦子
- 動画：斎藤直子、早川加苗、松田真路、矢地久子、原則子、大浅由美子、安留博子、大橋節子、田中立子、金子美紀、高橋優、足助清恵、谷口ひろみ、亀山智広、福田絵理子
- 動画協力：きのプロダクション、孝仁動画
- 美術監督：鈴木俊輔
- 美術設定：伊井蔵
- 背景：星野直人、安味香織、赤上由峰、小野由起子、伊井蔵、(スタジオ風雅)
- 背景スキャニング：佐藤広明 (スキャン屋)
- 色彩設定：久力志保
- ペイントチーフ：仲條貴子
- ペイント：松林彩、長本忍、國島奈津美、野本有香、今井友紀子、関根里枝子
- 3Dディレクター：畑田裕之
- キャラクターセットアップ：近藤孝幸
- モデリング：八木武、高坂学
- 3Dアニメーター：河野秀一、代田邦紀、木原啓雄、稲留知行
- ライティング：パトゥリ・フェルディナンド、成田慎也、久保井誠
- 3DEFX：鈴木岳雪
- 撮影監督：石原浩二
- 撮影：大原伸一、沼田記一、清野良子、田野裕美、清水理絵
- モニターグラフィックス：石原浩二、大原伸一
- システム管理：石川文保
- ソフトウェア協力：Toon Boom
- 編集：瀬山武司、松原理恵
- ビデオ編集：キューテック、久保田隆史、後藤華惠美
- 音楽制作：アニプレックス
- 音響監督：百瀬慶一
- 音楽：池頼広
- 音響制作：MSI
- サウンドエディター：勝俣まさとし
- リレコーディング・ミキサー：松岡義昭
- ADRミキサー：佐藤忠治 C.A.S
- スコアリング・ミキサー：ALAN MEYERSON
- 録音スタジオ：i@recording Studio 、Patchwork Studio
- 宣伝：野村信介
- ネットプロジェクト：戸村朝子、堀江邦武
- 宣伝協力：ウォーターマーク、尾崎健史、池田倫夫、桝谷直俊、吉田明乎
- 制作デスク：長澤和孝
- 制作進行：吉田裕、谷口貴史、飯田洋平、
- 文芸：永津愛子
- プロデューサー：高橋優、山路晴久
- エグゼクティブ・プロデューサー：植田益朗、徳永元嘉
- アニメーション制作：アンサー・スタジオ
- 製作：アニプレックス、アンサー・スタジオ

## エンディングアニメーション
- 絵コンテ・演出：寺田和男
- 作画監督：竹内一義
- 原画：立中順平、渡辺裕二、原敦彦、若林幸子、北澤精吾、坂野希和子
- 3DCG：畑田裕之、八木武、高坂学、代田邦紀、木原啓雄、稲留知行、久保井誠、パトゥリ・フェルディナンド
- 撮影：石原浩二、斎藤真次

## 各話リスト
| 話数 | サブタイトル           | 脚本              | 画コンテ | 演出     | 作画監督 |
| ---- | ---------------------- | ----------------- | -------- | -------- | -------- |
| 001  | フラッグ               | 野崎透            | 寺田和男 | 寺田和男 | 立中順平 |
| 002  | ポートレート           | 野崎透            | 山口武志 | 山口武志 | 渡辺裕二 |
| 003  | 同行取材               | 野崎透            | 寺田和男 | 鎌仲史陽 | 渡辺裕二 |
| 004  | 新月の夜               | 野崎透            | 亀井隆   | 酒井伸次 | 立中順平 |
| 005  | 暗闇の双曲線           | 野崎透            | 増田俊彦 | 酒井伸次 | 立中順平 |
| 006  | 闇の中の光             | 野崎透            | 亀井隆   | 鎌仲史陽 | 渡辺裕二 |
| 007  | 再始動                 | 野崎透            | 大畑晃一 | 酒井伸次 | 立中順平 |
| 008  | XR2 ロンクー           | 野崎透            | 大畑晃一 | 鎌仲史陽 | 渡辺裕二 |
| 009  | ゲルと大地             | 野崎透            | 亀井隆   | 酒井伸次 | 立中順平 |
| 010  | シーダック+1           | 野崎透            | 亀井隆   | 鎌仲史陽 | 渡辺裕二 |
| 011  | ファインダーごしの再会 | 野崎透            | 亀井隆   | 酒井伸次 | 立中順平 |
| 012  | フラッグ奪回           | 野崎透            | 亀井隆   | 鎌仲史陽 | 渡辺裕二 |
| 013  | 光の中へ               | 高橋良輔 寺田和男 | 寺田和男 | 酒井伸次 | 立中順平 |

## 主題歌
「Lights」
歌・作詞：信近エリ / 作曲・編曲：大沢伸一

## 関連書籍
ホビージャパン・HJ文庫よりノベライズ作品が刊行される。
- FLAG　―戦場カメラマン・白州冴子―（渡辺麻実（著）/竹内一義（イラスト））

2007年3月30日発売 ISBN 978-4-89425-541-8